# 山打根戰俘營

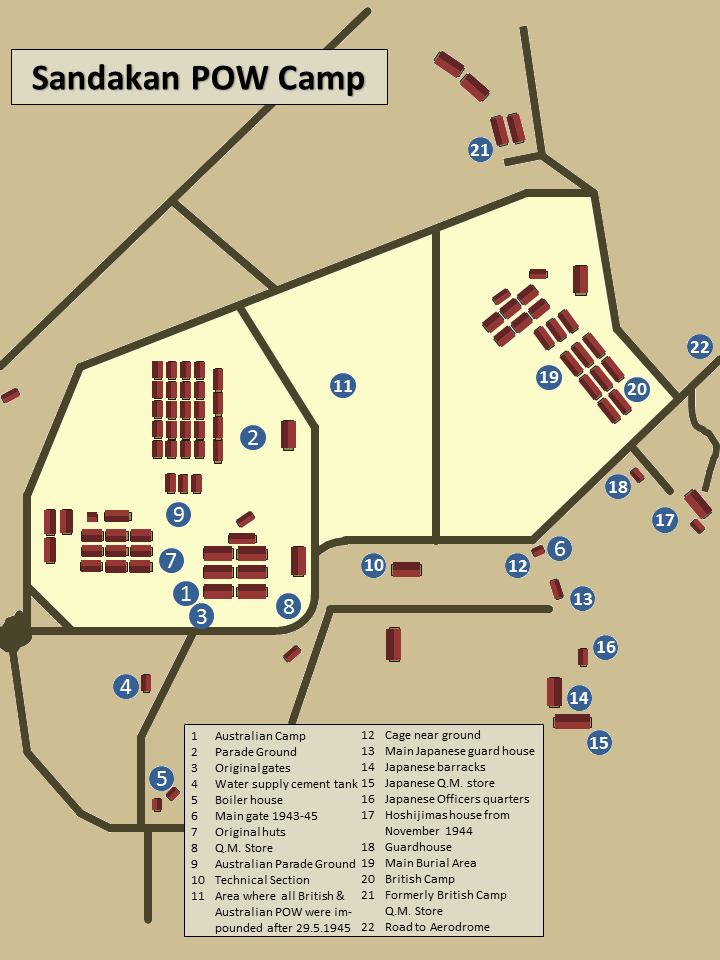
戰俘營的佈局圖

山打根戰俘營，亦稱山打根戰俘營（馬來語：Kem Tawanan Perang Sandakan），是第二次世界大戰期間由日本在馬來西亞沙巴州山打根建立的一個戰俘營。這個地方因為山打根死亡行軍而聲名狼藉。現在，部分原址已成為山打根紀念公園。

## 歷史

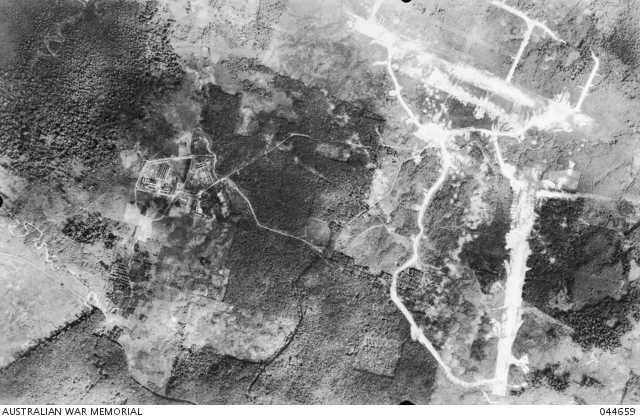
1944年戰俘營的空中俯視圖。

在第二次世界大戰期間，日本軍隊取得了大規模的軍事勝利，俘虜了大量的盟軍士兵作為戰俘。這些戰俘被分配到各個監禁設施。1942年7月，日本在山打根的戰俘營接收了大約1500名澳大利亞人，大部分是從新加坡被俘虜並帶到這裡，目的是為日本建造一個軍用飛機場；這個日期被認為是戰俘營的開始。1943年，又有770名英國士兵和500名澳大利亞士兵被送到這個營地。1943年，戰俘營達到巔峰時，大約有2500名戰俘。
1944年10月，當戰爭進入尾聲，日本越來越處於防守狀態，山打根的飛機場遭到盟軍的持續轟炸。到1945年1月，損壞情況如此嚴重，日本人無法再修復跑道，於是1945年1月10日停止了機場的所有工作。同月，日本強迫大約455名戰俘進行了死亡行軍。
1945年5月，日本最終決定關閉戰俘營。5月17日，Takakuwa Takuo接管了營地的指揮。5月29日，他命令536名戰俘向拉瑙行軍，並焚燒了營地區域。幾乎所有關於該地點的記錄都被大火摧毀。其他戰俘被強迫進入叢林，許多人在途中死亡或被日本守衛射殺。
1945年6月10日，當時有30名戰俘已經死亡，最後一批75名戰俘開始向拉瑙行軍。被困在焚燒後的營地中的剩餘戰俘，要麼因營養不良和疾病死亡，要麼被日本守衛殺害。到1945年8月15日，沒有一個戰俘生還。

## 詳細內容

### 地點
營地位於現今山打根機場西南約1.5公里處。

### 背景
據記錄，該地點曾經是北婆羅洲特許公司的實驗農場，用於種植水果、穀物和飼養牲畜。
在日本佔領婆羅洲期間，該地點被分為三個主要區域；每個區域都包含部分澳大利亞和英國戰俘（澳大利亞區和英國區）以及日本守衛和日本住宅區。
營地利用蒸汽船與發電機組產生自己的電力。發電廠原本是農業研究站的一部分。木柴燃燒的蒸汽船推動發電機，產生110伏電壓，用於照明營地和圍欄。發電廠在營地地下組織的秘密發射裝置運作中也扮演了重要角色。從1942年到1943年7月被發現之前，晚上電壓會被秘密提高，以提供足夠的電壓給傳輸設備。
在戰俘營的澳大利亞區附近，有一個由日本軍需官運營的供應倉庫和廚房。今天，這個設施的基座和混凝土水庫仍然存在。

### 領袖

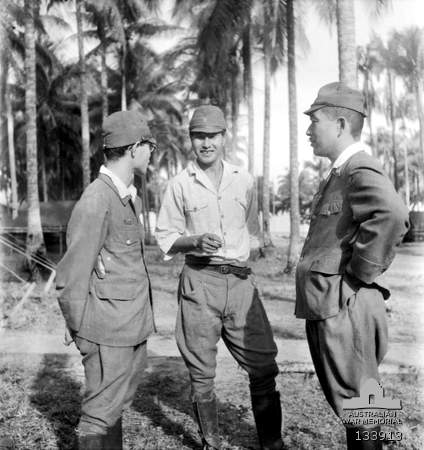
在拉布安戰爭罪行審判中的星島進（中）。

在日本佔領期間，負責管理營地的領袖是星島進，他的軍銜是中尉。作為一名軍事工程師，他被委以建立一個軍用飛機場的任務。 戰爭結束前，他晉升為上尉。身材健壯，身高1.8米，給人留下深刻印象。他在1943年4月對新到的戰俘說：
|  | "你們將在婆羅洲的熱帶陽光下工作到骨頭腐爛。你們將為天皇工作。如果你們中的任何人逃跑，我將挑出三四個人來槍斃。戰爭將持續100年。" |

1945年5月，日本軍事領導層下令放棄戰俘營。5月17日，Takakuwa Takuo上尉和星島進共同指揮戰俘。
星島進和Takakuwa後來在拉布安戰爭罪行審判中被判有罪，並於1946年4月6日在巴布亞新幾內亞的拉包爾被判處絞刑。

## 對戰俘的虐待

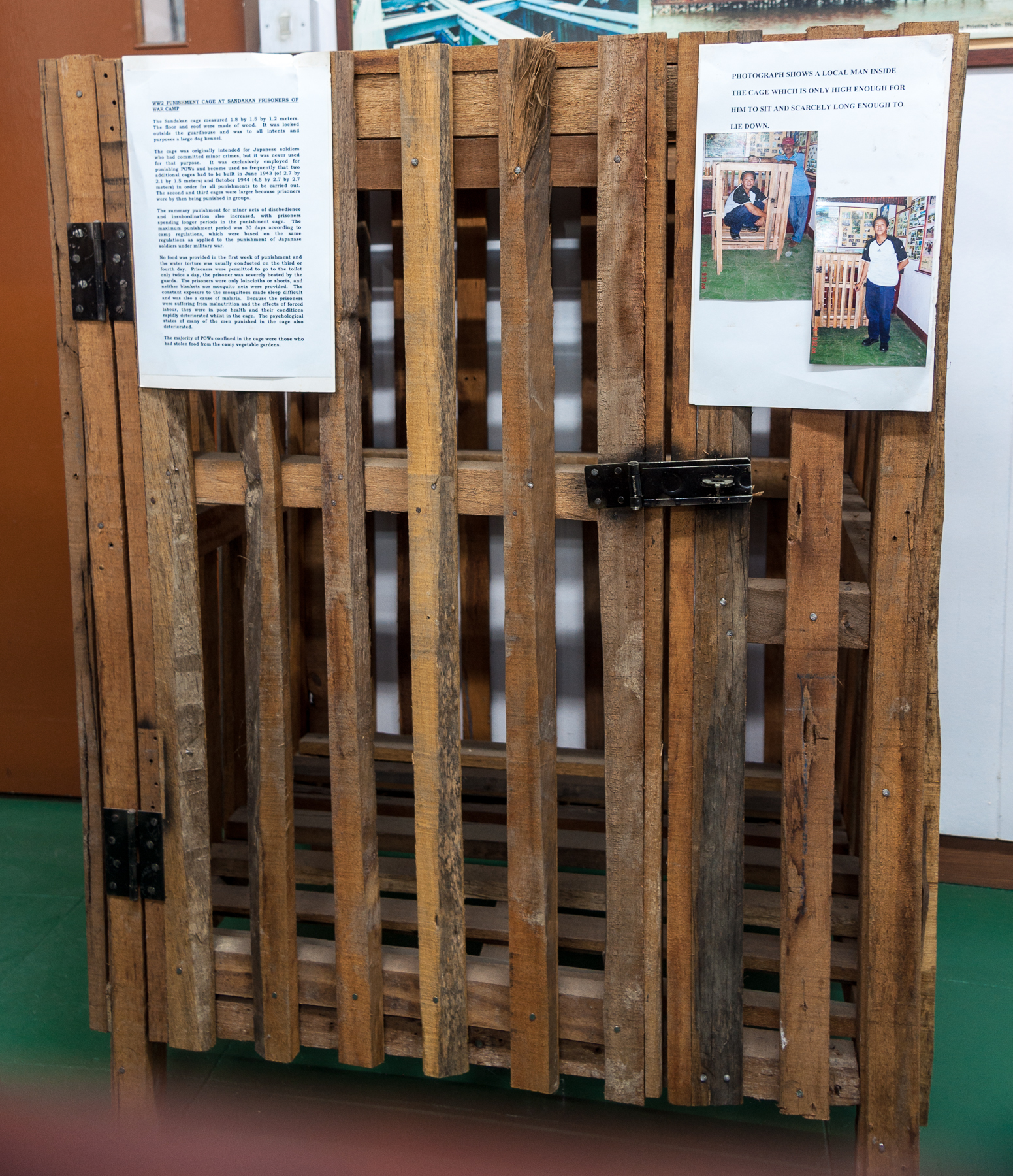
現今的籠子模型。

營地周圍設有鐵絲網，以防止戰俘逃跑。在警衛辦公室前，有一個大型木籠，大小約為1.8 x 1.5 x 1.2米，與狗籠相似。最初，這個籠子是為了懲罰日本士兵的小過失，但從未用於此目的。
1943年6月和1944年10月，新建了更大的籠子。第二個籠子大約為2.7 x 2.1 x 1.5米，而第三個籠子為4.5 x 2.7 x 2.7米。大多數被關入籠子的戰俘是因為從營地廚房偷竊食物而被抓住的。
對戰俘的懲罰規則與其他被佔領地區的日本士兵相同。被關入籠子的最長時間限制為30天。每天只允許兩次使用廁所。還經常使用電擊和水刑，受害者在沒有食物的情況下被關在籠子裡，只穿著腰布或短褲，戰俘也無法抵禦蚊子的襲擊，蚊子的持續攻擊使得夜晚幾乎無法入睡。

## 戰後的營地

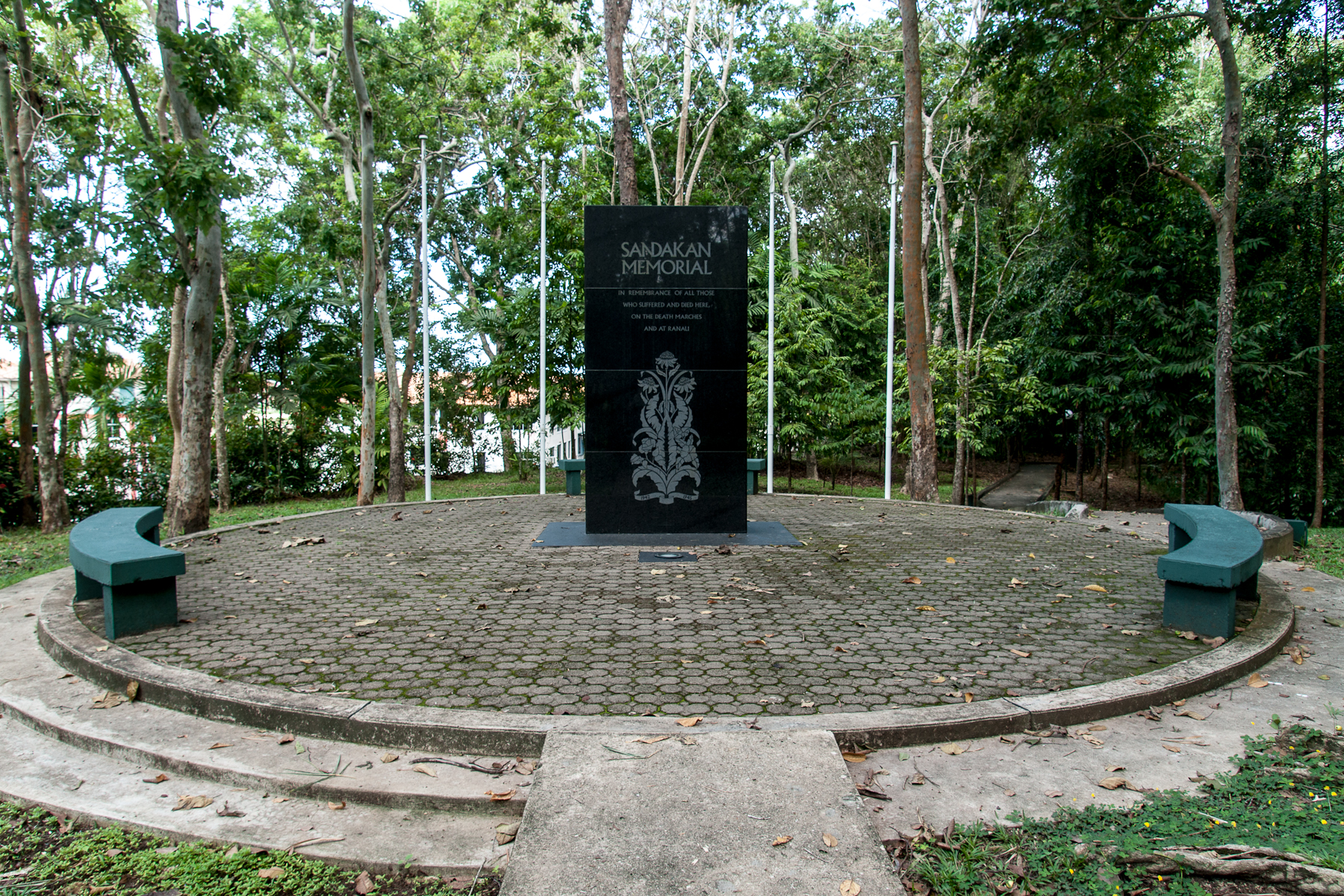
山打根紀念公園建在原戰俘營的遺址上。

戰後調查中發現的所有戰俘遺體都被轉移到拉布安戰爭公墓。已識別的受害者被埋葬在那裡，他們的墳墓上標有姓名，而其他人的名字則列在拉布安和新加坡的相應牌匾上。
1986年，在該地點豎立了一塊紀念碑，以向Lionel Matthews上尉和其他山打根抵抗運動的人們以及死亡行軍的六名倖存者致敬。1995年，在完成沙巴州政府、澳大利亞政府、澳大利亞退伍軍人協會和山打根市議會之間的協議後，在戰俘營地點建造了一座紀念碑，稱為山打根紀念公園。紀念碑於1999年3月18日揭幕。

## 延伸閱讀
- Australian Government, Office of Australian War Graves: SANDAKAN MEMORIAL PARK, Department of Veterans' Affairs, Canberra, 2006
- Richard Reid: The POWs of Sandakan North Borneo, 1945 (PDF; 2.84 MB), Commonwealth Department of Veterans’ Affairs, 1999, ISBN 0-642-39922-0